# Ecuador en los Juegos Olímpicos de Los Ángeles 1984
Ecuador estuvo representado en los Juegos Olímpicos de Los Ángeles 1984 por un total de once deportistas, diez hombres y una mujer, que compitieron en 6 deportes.
El portador de la bandera en la ceremonia de apertura fue el halterófilo Héctor Hurtado. El equipo olímpico ecuatoriano no obtuvo ninguna medalla en estos Juegos.